# Атлантически борови крайбрежни низини
Атлантическите борови крайбрежни низини (на английски: Atlantic coastal pine barrens) са географска област в североизточната част на Съединените американски щати, част от Мисисипските алувиални и Югоизточноамериканските крайбрежни равнини.
Тя представлява ивица по крайбрежието на Атлантическия океан, включваща югоизточната част на щата Ню Джърси, по-голямата част от остров Лонг Айлънд в щата Ню Йорк и югоизточните части на Масачузетс. По отношение на релефа, климата и растителността областта заема преходно положение между Средноатлантическата крайбрежна равнина на юг и Североизточната крайбрежна зона на север. Естественият ландшафт включва пясъчни плажове, затревени дюни, заблатени понижения и редки дъбово-борови гори.